# Agrilozodes
Agrilozodes è un genere di coleotteri della famiglia Buprestidae.

## Tassonomia
- Agrilozodes ocularis (Kerremans, 1903)
- Agrilozodes praeclarus (Perroud, 1853)
- Agrilozodes pygmaeus (Kerremans, 1897)
- Agrilozodes suarezi (Cobos, 1962)
- Agrilozodes valverdei (Cobos, 1962)